# Ligusticum kingdon-wardii
Ligusticum kingdon-wardii är en flockblommig växtart som beskrevs av H.Wolff. Ligusticum kingdon-wardii ingår i släktet strandlokor, och familjen flockblommiga växter. Inga underarter finns listade i Catalogue of Life.